# Полоцко-Витебская старина
«Полоцко-Витебская старина» ― периодический сборник научных трудов, исторических статей и архивных документов, издаваемый Витебской учёной архивной комиссией в 1909—1916 годах в Витебске.

## Содержание сборника
До 1910 года сборник назывался «Труды Витебской учёной архивной комиссии».
Вышло 4 выпуска:
- Труды Витебской ученой архивной комиссии за 1909/1910 год. — Витебск: Типография Насл. М.Б. Неймана, 1910. — Т. I. — 250 с.
- Полоцко-Витебская Старина. Издание Витебской ученой архивной комиссии. — Витебск: Типография Насл. М.Б. Неймана, 1911. — Т. I. — 186 с.
- Полоцко-Витебская Старина. Издание Витебской ученой архивной комиссии. — Витебск: Типография Насл. М.Б. Неймана, 1912. — Т. II. — 307 с.
- Полоцко-Витебская Старина. Издание Витебской ученой архивной комиссии. — Витебск: Типография Насл. М.Б. Неймана, 1916. — Т. III. — 339 с.

Среди трудов и статей наиболее значительны: «Полоцкий князь Всеслав и его время» преподавателя Витебского учительского института Д. С. Леонардова, «Сказания исландских, или скандинавских, саг о Полоцке, князьях полоцких и реке Западной Двине», «Чертёж г. Витебска 1664 года», «Рисунки крепостей, построенных по повелению царя Ивана Грозного после завоевания Полоцка в 1563 г.», «Исторический очерк Витебской Белоруссии», «Способы запашки земли и посева хлебов в Белоруссии и в Великом княжестве Литовском в конце 16 и начале 17 века» (по А. Гваньини) А. П. Сапунова, «Памятники церковной старины Полоцко-Витебского края и их охранение» витебского врача и краеведа П. М. Красовицкого, «Иезуиты в восточной части Белоруссии с 1579 по 1772 г.» И. Я. Митрошенко, «Местечко Бешенковичи» И. С. Рябинина, материалы о Грюнвальдском сражении, об историческом камне воеводы Волчий Хвост с городища Московичи, о Полоцком кадетском корпусе, Воспоминания паломников о Свято-Ефросиниевских днях в мае 1910 года, воспоминания участников Отечественной войны 1812 года в Белоруссии (полковника Карпова, маркиза де Пасторе), документы о войне 1812 на Витебщине, отчёты о работе Витебской учёной архивной комиссии и др.
Статьи в 3-м выпуске сборника ― князя А. М. Дондукова-Корсакова «Древний памятник „Волчьего хвоста“ в стране радимичей» и Г. Ванкеля «Эрратический валун с финикийской надписью, найденный близ Смоленска в России» ― до сих пор являются предметом спора археологов и филологов. Трактовки учёными надписей на Пневищинском камне весьма разнообразны.